# General Donovan (departamento)
General Donovan é um departamento da Argentina, localizado na província do Chaco.